# Гусейнов, Мурад Фарид оглы
Мурад Фарид оглы Гусейнов (азерб. Murad Fərid oğlu Hüseynov, род. 1 декабря 1973) — азербайджанский пианист. Народный артист Азербайджана (2011). Лауреат международных конкурсов. Директор Международного центра мугама (2011—2023 года). Заместитель министра культуры Азербайджанской Республики (с 1 марта 2023 года).

## Биография
Мурад Фарид оглы Гусейнов родился 1 декабря 1973 года в Баку.
Заниматься музыкой начал в средней специальной музыкальной школе имени Бюльбюля. С 1991 по 1996 годы учился в Бакинской музыкальной академии, которую окончил с отличием. С 1996 по 1999 годы был аспирантом Бакинской музыкальной академии, занимался в классе Фархада Бадалбейли. Был удостоен стипендии правительства Франции и с 2000 по 2002 годы проходил стажировку в лицее парижской Высшей музыкальной академии имени Корто, а с 2004 по 2006 годы продолжил профессиональное музыкальное образование в Московской государственной консерватории имени Чайковского.
Мурад Гусейнов лауреат международных конкурсов пианистов во Франции в 1998 году и в Тбилиси в 1997 году. Является победителем 3-го Международного конкурса пианистов имени Фрэнсиса Пуленка в Лиможе в 2002 году. Также получил 3 специальные награды за лучшее исполнение произведений французских композиторов.
Пианист выступал в различных странах мира: Франции, Англии, США, Италии, Испании, Турции, Японии, России, Германии, Венгрии, Грузии, Мальте, Афганистане, Китае. Участник многих фестивалей классической музыки: Музыкальный фестиваль имени Баха (Стамбул, 2000), фестиваль фортепиано (Стамбул, 2000), фестиваль фортепиано (Стамбул, 2000), фестиваль фортепиано (Хиросима, 2002), Кремль музыкальный (Москва, 2004) и другие.
Гусейнов выступал с известными оркестрами и ансамблями — Лондонский Королевский филармонический оркестр, Лиможский симфонический оркестр, Азербайджанский государственный симфонический оркестр, Азербайджанский государственный камерный оркестр имени Кара Караева, Новый русский квартет и другие. В число концертных залов, где он исполнял музыкальные произведения входят: Зал Рахманинова в Московской государственной консерватории имени Чайковского, Государственный Кремлёвский дворец, залы Плейель, Корто, главный зал Сената Франции, международная дипломатическая академия в Париже, Аудиториум в Риме, Дунайский дворец в Будапеште, Джамаль Рашид Рей в Стамбуле и другие.
Мурад Гусейнов активно занимается педагогической деятельностью в Бакинской музыкальной академии. В ноябре 2011 года он был назначен директором Международного центра мугама.
1 марта 2023 года распоряжением Президента Азербайджана Ильхама Алиева назначен заместителем министра культуры Азербайджанской Республики.

## Семья
Дед — Джалил Гусейнов, патоморфолог.

## Награды
- Народный артист Азербайджанской Республики — 2011,
- Заслуженный артист Азербайджанской Республики — 2005,
- Кавалер ордена искусств и литературы (Франция) — 2012[5],
- Рыцарский крест ордена Заслуг (Венгрия) — 2012,
- Премия Президента Азербайджанской Республики— 2009, 2010, 2011,
- Медаль Сената Франции — 2011.